# Héron (Bélgica)
Héron é um município da Bélgica localizado no distrito de Huy, província de Liège, região da Valônia.